# Gigantodiaptomus hungaricus
Gigantodiaptomus hungaricus is een eenoogkreeftjessoort uit de familie van de Diaptomidae. De wetenschappelijke naam van de soort is voor het eerst geldig gepubliceerd in 1932 door Kiefer.